# ジョアキン・アゴスティーニョ
ジョアキム・フェルナンデス・アゴスティーニョ（Joaquim Fernandes Agostinho、1942年4月7日-1984年5月10日）は、ポルトガルの元自転車競技選手。

## 経歴
ヴォルタ・ア・ポルトガル総合3連覇（1970年～1972年）、国内選手権・個人ロードレース6連覇（1968年～1973年）、ポルトガル最優秀自転車選手賞10回を受賞した、今でもポルトガルを代表する名選手。
ツール・ド・フランスは1969年に初出場し、通算8回の総合ベスト10入りを果たす。1978年、1979年にはいずれも総合3位に入り、79年のツールでは、ラルプ・デュエズの区間を制している。ブエルタ・ア・エスパーニャでは3回総合ベスト10入りを果たし、とりわけ1974年の大会では終盤に猛追。最終ステージの個人タイムトライアルを制するなどして、ホセ・マヌエル・フエンテを最後まで追い詰めたが、わずか11秒差及ばず総合2位となった。なお、1977年のツール・ド・フランスでは第18ステージで勝利しながらもドーピング違反により区間記録を剥奪され、総合時間も所要時間プラス10分間の罰則処分を受けた。
1984年、ポルトガル南部のアルガルヴェで開催されたヴォルタ・アン・アルガルヴェのレース中、コースに現れた犬とぶつかり、バランスを崩して転倒。頭部を強打し、意識不明となった。そのとき、アゴスティーニョはヘルメット等の頭部防備品は着用していなかった（当時、ヘルメットの着用義務は無かった）。一時は回復の兆候を見せたものの、5月10日、脳内出血のため他界した。

### ツール・ド・フランス総合成績
- 1969年……8位（区間2勝）
- 1970年……14位
- 1971年……5位
- 1972年……8位
- 1973年……8位（区間1勝）
- 1974年……6位
- 1975年……15位
- 1977年……13位（区間1勝）
- 1978年……3位
- 1979年……3位（区間1勝＝ラルプ・デュエズ）
- 1980年……5位
- 1981年……途中棄権
- 1983年……11位